# Wishes
Wishes – debiutancki album brytyjskiego muzyka Rhodes, wydany 18 września 2015.

## Lista utworów
1. Intro 2:38
2. Close Your Eyes 3:34
3. Raise Your Love 3:33
4. You & I 4:55
5. Breathe 4:22
6. Somebody 4:18
7. Turning Back Around 3:43
8. Your Soul 3:50
9. Losing It 2:33
10. Let It All Go feat. Birdy 4:43
11. Better 5:26
12. Wishes 4:17